# Seznam kulturních památek v Liberku
Tento seznam nemovitých kulturních památek v obci Liberk v okrese Rychnov nad Kněžnou vychází z  Ústředního seznamu kulturních památek ČR, který na základě zákona č. 20/1987 Sb., o státní památkové péči, vede Národní památkový ústav jako ústřední organizace státní památkové péče. Údaje jsou průběžně upřesňovány, přesto mohou obsahovat i řadu věcných a formálních chyb a nepřesností či být neaktuální. 
Pokud byly některé části dotčeného území vyčleněny do samostatných seznamů, měly by být odkazy na tyto dílčí seznamy uvedeny v úvodu tohoto seznamu nebo v úvodu příslušné sekce seznamu.

## Liberk
|  | Kategorie „Saints Peter and Paul church (Liberk) “ na Wikimedia Commons | Hledat fotografie a kategorie ve Wikimedia Commons podle rejstříkového čísla památky | Nahrát snímek k tomuto tématu do úložiště Wikimedia Commons |  |

|  | Kategorie „Rectory in Liberk “ na Wikimedia Commons | Hledat fotografie a kategorie ve Wikimedia Commons podle rejstříkového čísla památky | Nahrát snímek k tomuto tématu do úložiště Wikimedia Commons |  |

|  | Kategorie „Maria column in Liberk “ na Wikimedia Commons | Hledat fotografie a kategorie ve Wikimedia Commons podle rejstříkového čísla památky | Nahrát snímek k tomuto tématu do úložiště Wikimedia Commons |  |

|  |  | Hledat fotografie a kategorie ve Wikimedia Commons podle rejstříkového čísla památky | Nahrát snímek k tomuto tématu do úložiště Wikimedia Commons |  |

|  |  | Hledat fotografie a kategorie ve Wikimedia Commons podle rejstříkového čísla památky | Nahrát snímek k tomuto tématu do úložiště Wikimedia Commons |  |

|  |  | Hledat fotografie a kategorie ve Wikimedia Commons podle rejstříkového čísla památky | Nahrát snímek k tomuto tématu do úložiště Wikimedia Commons |  |

|  | Kategorie „Rychmberk “ na Wikimedia Commons | Hledat fotografie a kategorie ve Wikimedia Commons podle rejstříkového čísla památky | Nahrát snímek k tomuto tématu do úložiště Wikimedia Commons |  |

## Bělá
|  | Kategorie „Church of Saint John of Nepomuk in Bělá (Liberk) “ na Wikimedia Commons | Hledat fotografie a kategorie ve Wikimedia Commons podle rejstříkového čísla památky | Nahrát snímek k tomuto tématu do úložiště Wikimedia Commons |  |

|  |  | Hledat fotografie a kategorie ve Wikimedia Commons podle rejstříkového čísla památky | Nahrát snímek k tomuto tématu do úložiště Wikimedia Commons |  |

|  |  | Hledat fotografie a kategorie ve Wikimedia Commons podle rejstříkového čísla památky | Nahrát snímek k tomuto tématu do úložiště Wikimedia Commons |  |

## Prorubky
| Památka                                  | Fotografie                                                        | Rejstříkové číslo v ÚSKP                                                             | Sídelní útvar                                               | Poloha                                        | Popis a poznámky |
| ---------------------------------------- | ----------------------------------------------------------------- | ------------------------------------------------------------------------------------ | ----------------------------------------------------------- | --------------------------------------------- | --- |
| Kaple Korunování Panny Marie (Q38051081) | \| \| \| \| \| \|                                                 | 45645/6-2329 Pam. katalog MIS                                                        | Prorubky                                                    | st. 23 50°12′43,46″ s. š., 16°20′18,62″ v. d. | Kaple Korunování Panny Marie. Zděná venkovská kaple. Původní kaple byla vystavěna údajně roku 1700, dnešní barokní kaple Korunování Panny Marie pochází asi z poloviny 18. století. Drobnější kaple s presbytářem na západní straně a hlavním průčelím na východní straně. Na mírně ustoupený presbytář vystavěný nad půlkruhovým půdorysem navazuje loď čtvercového půdorysu. Nad profilovanou korunní římsou je vynesena sedlová oplechovaná střecha přecházející nad presbytářem v půlkuželový závěr. Nad východním průčelím je sedlo střechy zakryto barokním atikovým štítem rozděleným asi v polovině své výšky profilovanou římsičkou do dvou polí. V dolní polovině je na ose štítu prolomem menší půlkruhový okenní otvor rámovaný kamennou šambránou. V horní polovině je na téže ose vyveden ve štuku mariánský monogram. Na hřebeni střechy je usazeno mohutně tělo oplechované osmiboké věžičky zastřešené oplechovanou osmibokou jehlancovou střechou, kterou ukončuje hrot s koulí a kovaným patriarchálním křížem. Památkově chráněno od 20. března 1964. |
|                                          | Kategorie „Chapel of Saint Mary (Prorubky) “ na Wikimedia Commons | Hledat fotografie a kategorie ve Wikimedia Commons podle rejstříkového čísla památky | Nahrát snímek k tomuto tématu do úložiště Wikimedia Commons |                                               | |

## Uhřínov
|  |  | Hledat fotografie a kategorie ve Wikimedia Commons podle rejstříkového čísla památky | Nahrát snímek k tomuto tématu do úložiště Wikimedia Commons |  |

|  | Kategorie „Church of Saint Lawrence (Uhřínov) “ na Wikimedia Commons | Hledat fotografie a kategorie ve Wikimedia Commons podle rejstříkového čísla památky | Nahrát snímek k tomuto tématu do úložiště Wikimedia Commons |  |

|  |  | Hledat fotografie a kategorie ve Wikimedia Commons podle rejstříkového čísla památky | Nahrát snímek k tomuto tématu do úložiště Wikimedia Commons |  |

|  |  | Hledat fotografie a kategorie ve Wikimedia Commons podle rejstříkového čísla památky | Nahrát snímek k tomuto tématu do úložiště Wikimedia Commons |  |